# BEAUTY PERSON OF THE YEAR
BEAUTY PERSON OF THE YEARは、日本のコスメ・美容サイトの@cosmeが2012年に創設した賞。
創設当初は、ベストビューティストアワードという名称であり、各分野で活躍し、「美」を通じて共感され、その年に輝いていた女性に贈られていた。2018年から現在の名称にリニューアルされ、その年に最も美しく輝いた人物に贈られる。

## 歴代の受賞者

### ベストビューティストアワード
第1回（2012年）
- 剛力彩芽（女優部門）
- 中川翔子（タレント部門）
- 水原希子（モデル部門）
- 吉松育美（特別賞）

第2回（2013年）
- 堀北真希（女優部門）
- ローラ（タレント部門）
- 長谷川潤（モデル部門）

第3回（2014年）
- 米倉涼子（女優部門）
- ベッキー（タレント部門）
- ヨンア（モデル部門）
- ざわちん（話題賞）

第4回（2015年）
- 松下奈緒
- 木村文乃
- 菊池桃子

第5回（2016年）
- 尾野真千子（ベストビューティスト）
- 森星（ブレイク賞）
- 田知本遥（特別賞）

第6回（2017年）
- マギー（ベストビューティスト）
- AYA（ブレイク賞）
- 吉田朱里（NMB48・クリエイター賞）

### BEAUTY PERSON OF THE YEAR
| 年度   | 受賞者   | 出典          |
| ------ | -------- | ------------- |
| 2018年 | 渡辺直美 | [ 10 ] [ 11 ] |
| 2019年 | 渡辺直美 | [ 3 ]         |
| 2020年 | IKKO     | [ 12 ]        |
| 2021年 | 阿部詩   | [ 13 ]        |